# Barcolana

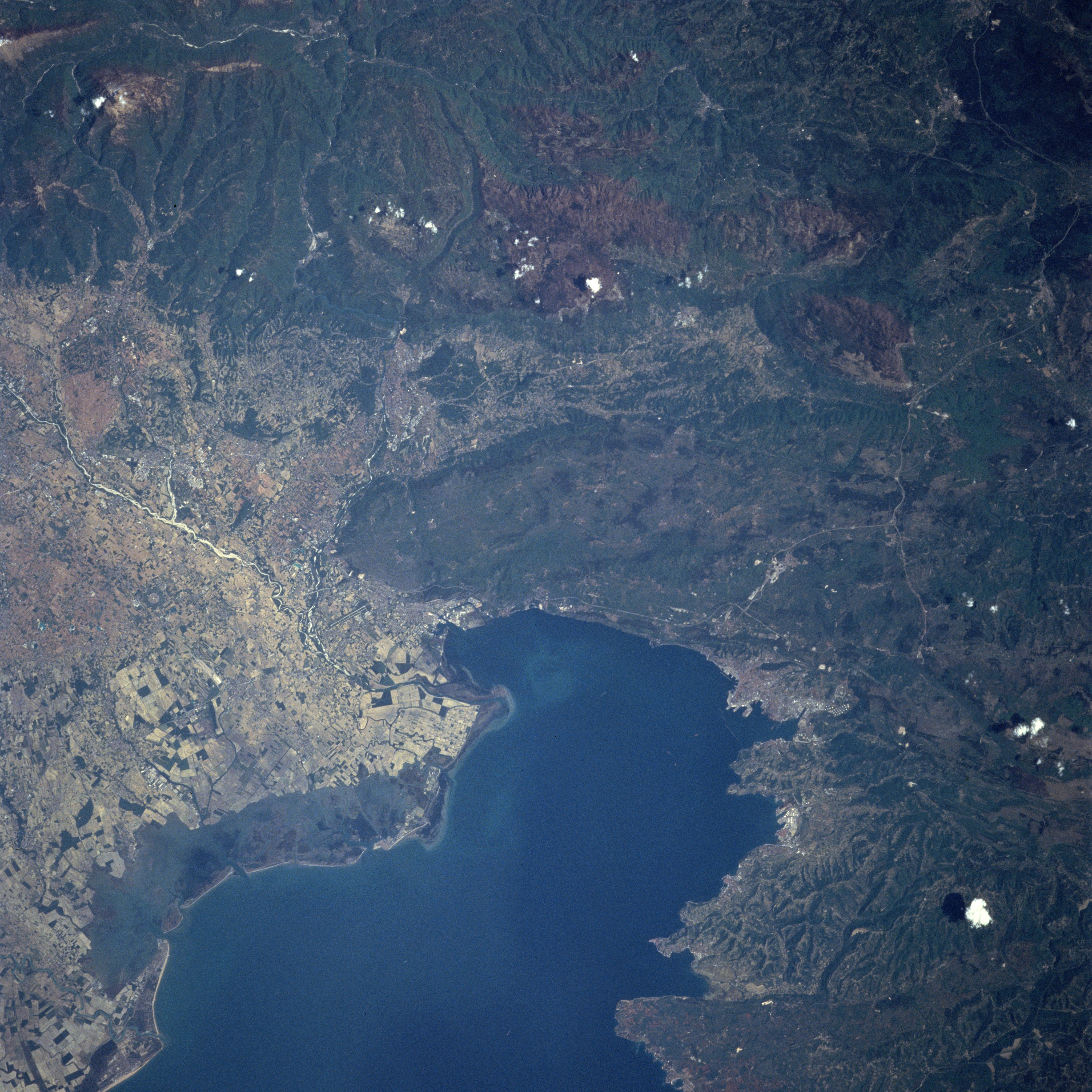
Vue satellite du site de la Barcolana.

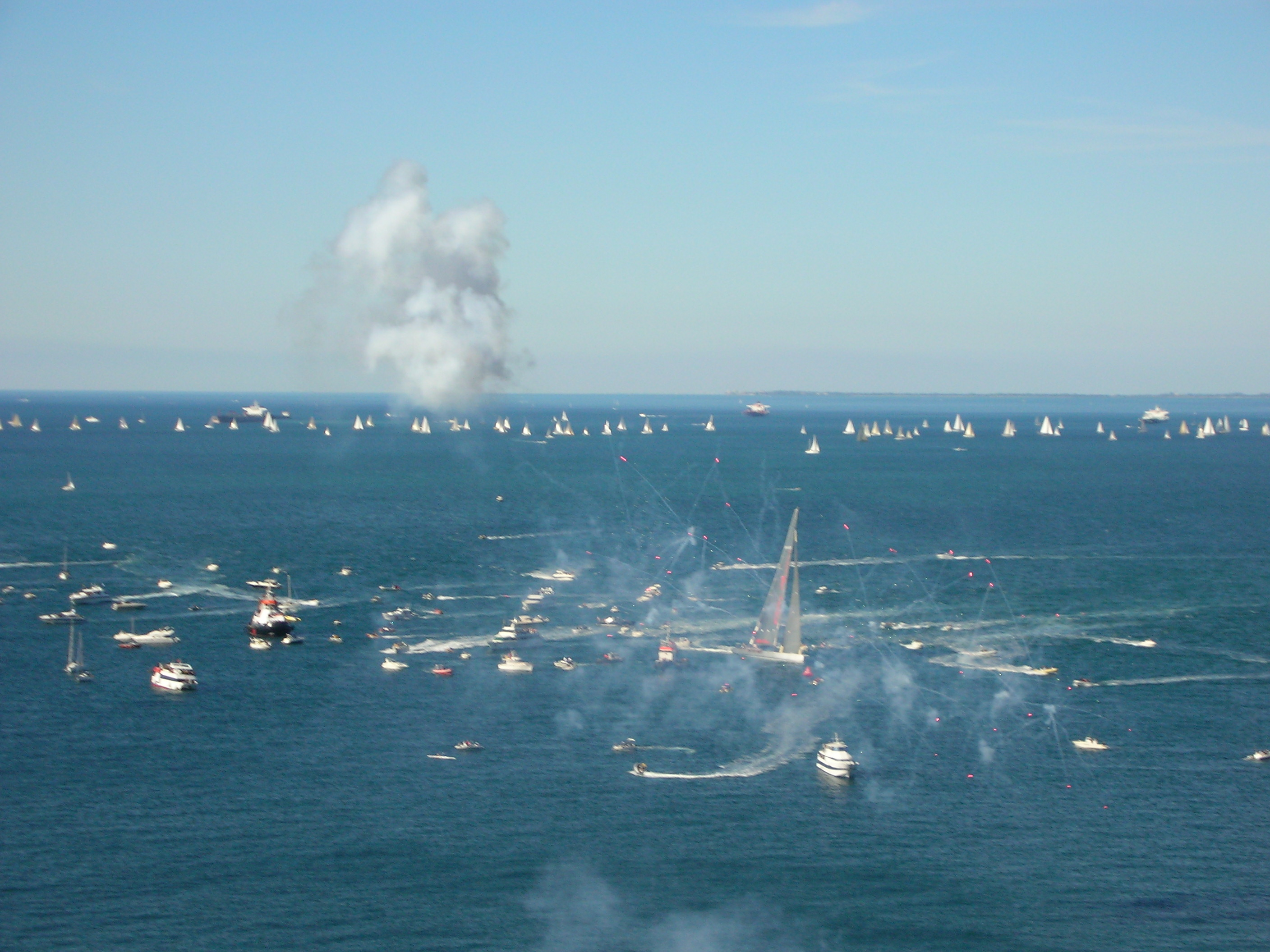
Arrivée de la 38e Barcolana.

La Barcolana est une régate qui se court chaque année dans le golfe de Trieste, en Italie. Créée en 1969, elle enregistre à chaque édition, le deuxième dimanche d'octobre, plus de 2 000 participants, ce qui en fait l'une des principales courses de voiliers au monde.